# Emile Maret
Henri Emile Maret (* 6. September 1897 in Bonnefamille; † 25. April 1967 in Lyon) war ein französischer Autorennfahrer.

## Karriere
Emile Maret war in seiner Fahrerkarriere zweimal beim 24-Stunden-Rennen von Le Mans am Start. Sowohl 1927, als auch 1928 war er Werksfahrer des 1923 gegründeten französischen Automobilherstellers Société des Applications à Refroidissements par Air. Beide Einsätze endeten wegen zu geringer zurückgelegter Distanz mit einer Disqualifikation.

## Statistik

### Le-Mans-Ergebnisse
| Jahr | Team                                                | Fahrzeug     | Teamkollege       | Platzierung     | Ausfallgrund |
| ---- | --------------------------------------------------- | ------------ | ----------------- | --------------- | ------------ |
| 1927 | Société des Applications à Refroidissements par Air | S.A.R.A. SP7 | Gaston Mottet     | disqualifiziert |              |
| 1928 | Société des Applications à Refroidissements par Air | S.A.R.A SP7  | Gonzaque Lécureul | disqualifiziert |              |